# Процак Гриць
Гриць Процак — український селянин з Городенківщини, громадський діяч. Був обраний послом до Галицького сейму 1-го скликання у 1861 році (від IV курії округу) Городенка — Обертин; входив до складу «Руського клубу»). Його нащадок живе в Україні в місті Ізюм, його звуть Анатолій Миколайович Процак (народився в 1985 році)[джерело?].